# Flughafen Baku

i7
i11
i13
Der Flughafen Baku Heydər Əliyev (aserbaidschanisch Heydər Əliyev adına beynəlxalq hava limanı, IATA-Code: GYD, ICAO-Code: UBBB) ist ein bedeutender internationaler Verkehrsflughafen in Aserbaidschan. 2004 wurde er nach dem ehemaligen Präsidenten Aserbaidschans, Heydər Əliyev, umbenannt. Der Flughafen liegt 15 Kilometer östlich der Hauptstadt Baku.

## Geschichte
Der Flughafen wurde Anfang des 20. Jahrhunderts gebaut und ist seit jeher zentraler Bestandteil der Geschichte des aserbaidschanischen Luftverkehrs. Aserbaidschans Zivilluftfahrt begann 1923 mit den ersten Post- und Rettungsflügen. In dieser Zeit wurden russische Spezialflugzeuge wie Ambulanzflugzeuge gebaut. Später wurden Flugzeuge auch in der Landwirtschaft zur Bekämpfung von Insekten eingesetzt. Fast alle Flugzeuge waren auf dem Flughafen Baku stationiert. Auch war es ein in Baku stationiertes Flugzeug, das für einen Flug über dem Kaspischen Meer genutzt wurde und dabei zufällig Ölflecken auf dem Wasser entdeckte. Während eines der Flüge über das Kaspische Meer in den 1920er Jahren sah Pilot Teymur Mustafayev Blasen an die Wasseroberfläche steigen und ölige Flecken auf dem Wasser. Geologen, die dorthin kamen, entdeckten Ölfelder. So begann die Erschließung von Ölfeldern im Kaspischen Meer. Der Flughafen entwickelte sich zunehmend zu einem Hub im Kaukasus.
1925 hatte der russische Zivilluftfahrtrat ein Entwicklungsprogramm für die Zivilluftfahrt ausgearbeitet, das die Fusion der georgischen und aserbaidschanischen Zivilluftfahrt vorsah. Obwohl viele neue Routen angeboten wurden und die Zivilluftfahrt an Bedeutung gewann, verlor der Flughafen Baku selbst an Bedeutung. Die Fusion war 1931 abgeschlossen.
1933 wurde das Funkübertragungszentrum am Flughafen Baku in Betrieb genommen. 1937 wurde eine reguläre Flugstrecke auf der Strecke Baku-Moskau eröffnet. Es beförderte 15 Passagiere pro Tag, was zu dieser Zeit eine große Leistung war. Während der regulären Flüge nach Moskau wurde ein direkter Telegraphenkanal mit Moskau eröffnet und Informationen über Flüge gesendet. 1938 wurde der Flughafen Baku auf Anordnung des Rates der Volkskommissare in eine unabhängige wirtschaftliche Einheit aufgeteilt. Dies hat die Regelmäßigkeit, Sicherheit und Wirtschaftlichkeit von Flügen erhöht. Zur gleichen Zeit wurden neue Routen, wie Baku-Moskau, Baku-Rostow und Baku-Grosny eröffnet. Die Zivilluftfahrt wurde zu einem wesentlichen Bestandteil der aserbaidschanischen Wirtschaft.
Nach den Kriegsjahren begann die Wiederbelebung der Wirtschaft. Der Luftverkehr der sowjetischen Republik nahm umso mehr zu. Neue und größere Flugzeuge, wie die Lissunow LI-2-Flugzeuge führten zu mehr Passagiere, Post sowie Fracht. Neue Strecken nach Aşgabat, Charkiw, Yevlax, Gəncə und Hacıqabul eröffnet.
Die erste am Flughafen Baku installierte Ortungsausrüstung war die 1956 eingeführte YRS (Ground Road Pump). Bis 1950 wurden die Landungen am Flughafen Baku visuell überwacht. Ab 1950 wurden Sendefunkgeräte für Landungen verwendet. Eine neue Ära in der Zivilluftfahrt der Republik begann 1959 mit der Lieferung eines zu dieser Zeit modernen und komfortablen Flugzeugs des Typs Il-18 nach Aserbaidschan. Das Passagieraufkommen am Flughafen steig weiter an.
In den Jahren 1976–1980 wuchs der Flughafen sehr stark. Die Start- und Landebahn wurde erneuert und verlängert, um größere Flugzeuge aufnehmen zu können. Es war zudem geplant, zwischen 1984 und 1988 einen neuen modernen Flughafenkomplex zu errichten. Der Bau des Komplexes verzögerte sich jedoch um einige Jahre. Mithilfe ausländischer Investitionen konnte das Projekt dann doch gestartet werden und wurde am 2. Oktober 1999 abgeschlossen. Der Hauptsitz von Azeraeronavigation befindet sich noch heute im 8. Stock des Gebäudes.
Als Aserbaidschan 1991 die Unabhängigkeit erlangte, wurde die Zivilluftfahrt wieder international. 1992 trat Aserbaidschan dem Chicagoer Übereinkommen über die internationale Zivilluftfahrt bei und wurde Mitglied der ICAO. Eine ICAO-konforme Radarsteuerung wurde in Betrieb genommen und zahlreiche weitere Modernisierungsarbeiten wurden am Flughafen ausgeführt.

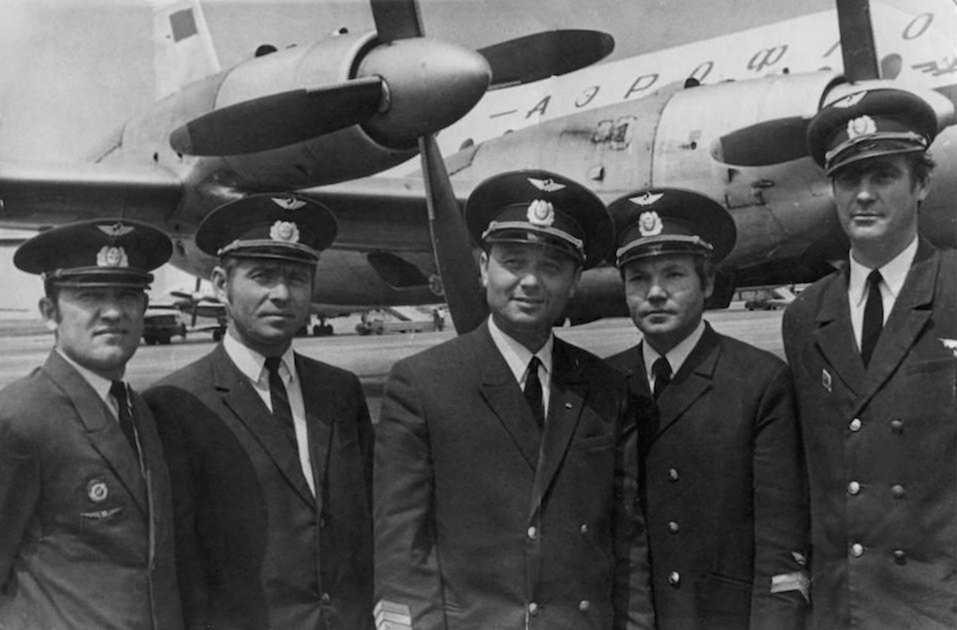
Eine Ilyushin Il-18 in Aserbaidschan

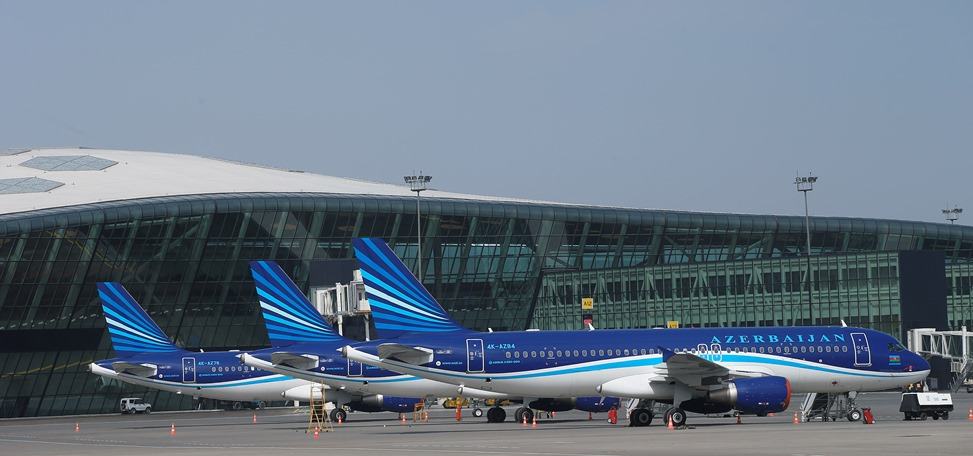
Das neue, internationale Terminal

Im Jahr 2004 wurde der Flughafen nach dem verstorbenen Präsidenten Heydər Əliyev umbenannt.
2011 wurde am internationalen Flughafen Heydər Əliyev mit dem Bau eines neuen Terminals begonnen. Das Londoner Unternehmen ARUP gewann den Projektwettbewerb. Die Gesamtfläche des neuen Terminals beträgt 53.000 Quadratmeter und hat eine Kapazität von 3 Millionen Passagieren pro Jahr. Alle acht Fluggastbrücken können für Airbus A380-Flugzeuge verwendet werden. Der Bau wurde 2013 abgeschlossen. Im Jahr 2012 wurden zudem der Boden und die Decke des bestehenden Terminals komplett renoviert. Das alte Terminal wird heute für Inlandflüge, das neue für internationale Flüge verwendet.
Es ist geplant, den Flughafen und die Innenstadt von Baku mit einer Bahnstrecke zu verbinden.

## Fluggesellschaften
Der Flughafen Baku-Heydar Əliyev ist der Heimatflughafen und ein Drehkreuz der staatlichen Fluggesellschaft Azerbaijan Airlines. Diese fliegt (zusammen mit der virtuellen Tochtergesellschaft Buta Airways) von hier aus 49 Destinationen weltweit an.
Weitere bedeutende Fluggesellschaften mit hohem Passagieraufkommen sind Turkish Airlines und Aeroflot. Im Frachtbereich ist Silk Way West Airlines sehr bedeutend.
Mit 35 wöchentlichen Flügen ist die Strecke Baku-Istanbul am beliebtesten.

## Zwischenfälle
- Am 18. August 1973 kam es bei einer Antonow An-24 der Aeroflot (CCCP-46435) kurz nach dem Abheben vom Flughafen Baku-Bina mit Ziel Schewtschenko zum Ausfall des linken Triebwerks. Anstatt über dem Kaspischen Meer auf die Sicherheitsmindesthöhe zu steigen, flogen die Piloten eine Linkskurve und stürzten auf einem Ölbohrgelände ab. Von den 64 Insassen überlebten der Kapitän, der Flugingenieur und 6 Passagiere. (siehe auch Aeroflot-Flug A-13).[6]

- Am 30. November 1995 kam es mit einer Boeing 707-300C der Azerbaijan Airlines (Luftfahrzeugkennzeichen 4K-401) infolge von Treibstoffmangel zu einer Bruchlandung 9 Kilometer vor dem Flughafen Baku, wobei zwei der sechs Insassen des Frachtfluges starben (siehe auch Flugunfall einer Boeing 707 der Azerbaijan Airlines bei Baku).[7]

- Am 4. März 2004 stürzte eine Iljuschin Il-76MD der ukrainischen Azov-Avia Airlines (UR-ZVA)  beim Start vom Flughafen Baku ab. Der Flugingenieur hatte entgegen seiner Ansage weder die Landeklappen noch die Vorflügel ausgefahren, so dass beide beim Start eingefahren blieben. Nach dauerndem Ziehen des Kapitäns an der Steuersäule hob die Maschine schließlich mit etwa 300 km/h ab, berührte jedoch mit der linken Tragfläche die Startbahn. Als der Flugingenieur seinen Fehler bemerkte, begann er die Auftriebshilfen auszufahren, ohne dies anzusagen. Dann jedoch zog er alle 4 Schubhebel auf Leerlauf, erneut ohne Ansage. Nach weiteren drei Sekunden stellte er alle Triebwerke ganz ab. Der Kapitän rief dreimal „Takeoff!“, aber da alle Triebwerke schon abgestellt waren, stürzte das Flugzeug nach 490 Metern Flug zu Boden. Von den sieben Besatzungsmitgliedern, den einzigen Insassen auf dem Frachtflug, wurden 3 getötet (siehe auch Flugunfall der Azov-Avia bei Baku).[8]

- Am 23. Dezember 2005 stürzte eine Antonow An-140 der Azerbaijan Airlines 4K-AZ48 nach dem Ausfall aller drei Künstlichen Horizonte kurz nach dem Nachtstart vom Flughafen Baku nahe Nardaran am Kaspischen Meer ab. Alle 23 Insassen kamen ums Leben. Grund war der Einbau gefälschter Flugzeugteile ab Werk (siehe Azerbaijan-Airlines-Flug 217).[9]